# Radola Gajda
Radola Gajda, nato Rudolf Geidl (Cattaro, 14 febbraio 1892 – Praga, 15 aprile 1948), è stato un politico e militare montenegrino e cecoslovacco.

## Biografia

### Infanzia e giovinezza
Radola Gajda (Radoľa Gajda in ceco), è nato in Montenegro, nella città portuale di Cattaro. Il suo vero nome era Rudolf Geidl. Il padre, Johann Geidl, d'origine austriaca, lavorava per la polizia daziaria dell'Impero Austro Ungarico, mentre la madre, Anna, proveniva da una famiglia nobile montenegrina decaduta.
Il giovane Rudolf inizia le scuole in Moravia a Kyjov, dove il padre era stato trasferito, ma non le finirà mai. Nel 1910 si arruola volontario nell'esercito e viene spedito a Mostar dove incontra e sposa la figlia di un farmacista: Zorka Pironova.
Combatté nelle Guerre Balcaniche del 1912-1913, qui per la prima volta furono scoperte le sue doti di militare.

### La Prima Guerra Mondiale
Fu richiamato in servizio all'inizio della guerra nell'esercito dell'Impero Austro Ungarico, fu mandato di stanza a Sarajevo dove acquisì il grado di sergente. Acquisì anche il grado di ufficiale medico, grado che mantenne anche quando fu preso prigioniero dall'esercito russo.
Ha combattuto in Russia con la Guardia Bianca. Tra il 1918 e 1919 ha ricoperto un importante incarico nell'esercito dell'ammiraglio Aleksandr Vasil'evič Kolčak in Russia durante la guerra civile tra Bianchi e Rossi.
Era stato preso prigioniero sul fronte serbo, dai Russi, durante la prima guerra mondiale. In Serbia, cambiò il suo nome da Rudolf Geidl nel più slavo Radoľa Gajda.
Fin dall'inizio della prigionia si era presentato come medico, anche se in realtà era un venditore di prodotti per farmacia.
Entrò come volontario nell'esercito russo con il rango di ufficiale montenegrino, ed improvvisamente divenne capitano medico.
Come legionario russo comandò praticamente tutta la parte meridionale della brigata serbo ceca nella battaglia di Zborov nel 1917. Era in stretto contatto con l'ammiraglio Kolčak, che suggerì Gajda, nonostante il parere sfavorevole dei suoi colleghi, come comandante delle operazioni per la conquista di Mosca. Perché un militare nato e vissuto nei Balcani sia entrato nelle Legioni cecoslovacche non è dato di sapere.
Dopo il ritorno dalla Russia nel novembre del 1920 si reca a Parigi per studiare al liceo francese di guerra. Tra il 1922 e il 1924 entra ufficialmente nell'esercito cecoslovacco e viene mandato a comandare una divisione a Košice.

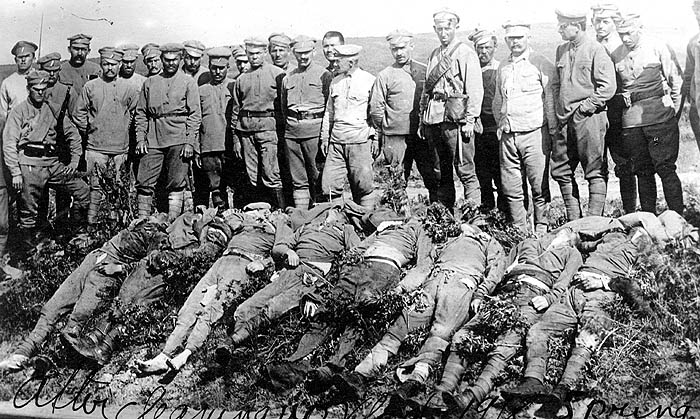
Legioni cecoslovacche in Russia in posa coi cadaveri dei soldati bolscevichi uccisi

Il 1º dicembre 1924, con il grado di generale, entra a far parte del Comando militare della città di Praga. Soltanto due anni dopo, il 20 marzo 1926, diventa Capo di Stato Maggiore dell'esercito. Ma sempre nel 1926 viene degradato e congedato dall'esercito, dopo essere diventato il leader della Comunità Fascista Nazionale, un movimento organizzato secondo le linee del fascismo italiano.

### Tentato colpo di Stato
La notte tra il 21 e il 22 gennaio 1933, un gruppo di 70 membri della Comunità Fascista Nazionale attacca la caserma militare di Židenický-Brno. L'attacco viene respinto con l'aiuto della gendarmeria. Il cosiddetto Colpo di Stato di Židenický viene immediatamente represso.
Nel gennaio Radoľa Gajda fu arrestato per tentato colpo di Stato.
Nonostante la forte pressione politica per una condanna, Gajda fu assolto dal giudice, perché non era provato il suo coinvolgimento nel tentativo di presa del potere.
Su iniziativa del Gabinetto del presidente, in disaccordo con la sentenza, fu chiesto il riesame della Corte Suprema. Questa, nonostante l'assenza di nuove prove, lo condannò a sei mesi di carcere.
Nonostante il discredito che coinvolse il movimento per questo tentato colpo di mano, alla fine del secondo processo si Gajda si guadagnò l'aureola del martire, che ha sofferto la galera da innocente.

### Seconda guerra mondiale

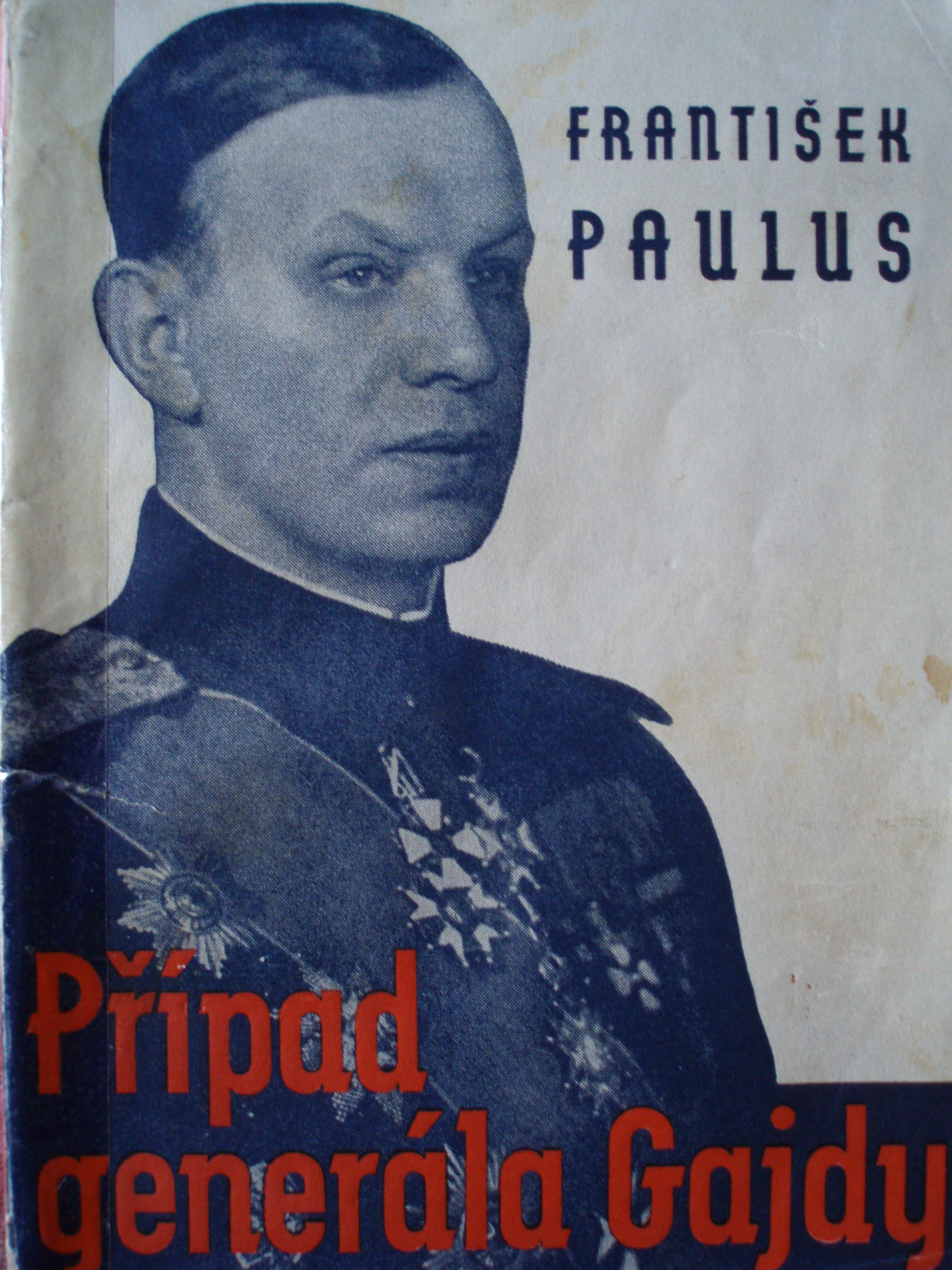
Copertina di un libro sul processo a Gajda del 1933

Durante la crisi di Monaco, si schierò in difesa della Cecoslovacchia considerando quello degli Alleati come un grave tradimento.
Durante la Seconda Repubblica cecoslovacca è stato un funzionario della destra nel Partito di Unità Nazionale.
Nel marzo del 1939, insieme ad altre organizzazioni di destra fidarono nel gradimento, almeno per vicinanza ideologica, del nuovo governatorato nazista del Protettorato. Gli occupanti tedeschi, invece, preferirono i vecchi rappresentanti politici della Repubblica ceca e smembrarono il paese in due parti staccando la Slovacchia e nominando presidente del Protettorato Emil Hácha.
In accordo con il nuovo presidente Gajda arruolò nel partito unico la maggioranza dei suoi sostenitori.
Durante l'occupazione tedesca nazista, messo ai margini della politica dopo lo scioglimento coatto del suo partito, ha contribuito finanziariamente alla resistenza, in particolare ha favorito la fuga all'estero di molti aviatori, ed è intervenuto in favore di persone perseguitate e si rifiutò, inizialmente, di collaborare con i tedeschi. Forse sapeva dell'attività di resistenza del figlio. Per questo motivo più di una volta la Gestapo aveva rivolto contro di lui queste accuse, soprattutto per il suo passato nazionalista e la sua ingerenza durante la Conferenza di Monaco dove era stato fiero nemico della spartizione del territorio cecoslovacco, avvenuta senza l'opposizione di Francia e Gran Bretagna.
Nel febbraio 1942, viste le nuove condizioni determinatesi a livello internazionale, esortò i suoi sostenitori a collaborare con gli occupanti tedeschi.

### La galera e la morte
Alla fine della guerra, il 12 maggio 1945, Gajda viene imprigionato. Nel 1947 viene condannato a due anni, nonostante la richiesta del pubblico accusatore della pena di morte nei suoi confronti. Nella sentenza non compare l'accusa di collaborazionismo con i nazisti, mentre viene condannato soltanto per le sue attività durante la Seconda Repubblica e la promozione del fascismo in Cecoslovacchia. In carcere è stato torturato. A causa di crudeli trattamenti ha quasi perso la vista.
È morto il 15 aprile 1948, pochi mesi dopo esser stato liberato.